# 本田靖春
本田 靖春（ほんだ やすはる、1933年（昭和8年）3月21日 - 2004年（平成16年）12月4日）は、日本のジャーナリスト、ノンフィクション作家。

## 来歴・人物
朝鮮・京城府生まれ。父は朝鮮総督府の役人で、後に日本高周波重工業に移った。会社では廉潔な管理職だったが、自宅では異様なほどに躾に厳しかったという。東京都立千歳高等学校、早稲田大学政治経済学部新聞学科卒業。高校時代の同級生に映画監督の恩地日出夫がいる。
1955年、読売新聞社に入社。直後から社会部に在籍、朝日新聞社の深代惇郎とは同じ警察担当記者として接点があった。1964年、売血の実態を抉った「黄色い血」追放キャンペーンでは、自らも山谷の売血常習者たちの列に並んで売血するなどの綿密な取材の効果あって大きな反響を呼び、献血事業の改善につながった。その数々の功績から「東の本田、西の黒田」と称えられるエース記者だった。60年代後半から、上からの売れ筋企画が押し付けられることに失望し、退社を考える。
ニューヨーク支局勤務ののち、1971年、退社。フリーでルポルタージュを執筆し、1984年、売春汚職事件で一時逮捕された立松和博記者を取り上げた『不当逮捕』で第6回講談社ノンフィクション賞受賞。主な作品に、吉展ちゃん事件を取材した『誘拐』（1977）、金嬉老事件を取材した『私戦』（1978）があり、戦後の日本社会をジャーナリストの視点から追い続けた。また大宅賞選考委員も務めた。
2000年に糖尿病のため両脚を切断、大腸癌も患い、同年から『月刊現代』で「我、拗ね者として生涯を閉ず」の連載を開始、46回で中絶した。その綿密な取材は後続のノンフィクション作家たちの尊敬を集めていた。『本田靖春集』全5巻がある。趣味の麻雀は阿佐田哲也も賞賛した実力者で「昭和の雀豪」の一人。競馬ファンでもあり、日本中央競馬会の広報誌『優駿』に連載を持っていたこともある。
2004年12月4日、多臓器不全のため東京都内の病院で死去。71歳没。墓所は冨士霊園の文学者の墓。
2018年3月、講談社は翌年に創業110周年の節目を迎えるのに合わせ、これまで運営してきた各賞を見直すと発表。講談社ノンフィクション賞は、同社とゆかりの深い本田の名を冠し「講談社 本田靖春ノンフィクション賞」と改称された。

## 著書
- 『現代家系論』文藝春秋、1973年。新版・文春学藝ライブラリー、2015年2月。
- 『日本ネオ官僚論』正続 講談社、1974年。
- 『私のなかの朝鮮人』文藝春秋、1974年。のち文春文庫。
- 『世界点点-ニューヨークの日本人』講談社、1975年。改題『ニューヨークの日本人』講談社文庫。
- 『サンパウロからアマゾンへ』北洋社、1976年。
- 『世界点点-裸の王国トンガ』講談社、1976年。
- 『体験的新聞紙学』潮出版社、1976年。
- 『消えゆくオリエント急行』北洋社、1977年。改題『オリエント急行の旅』潮文庫。
- 『誘拐』文藝春秋、1977年。 のち文春文庫、ちくま文庫。
- 『私戦 』潮出版社、1978年。のち講談社文庫、河出文庫。
- 『K2に憑かれた男たち』文藝春秋、1979年。 のち講談社文庫、ヤマケイ文庫。
- 『栄光の叛逆者 小西政継の軌跡』山と渓谷社、1980年。
- 『村が消えた むつ小川原農民と国家』潮出版社、1980年。のち講談社文庫。
- 『ドキュメント脱出 4600キロ・イランからの決死行』 PHP研究所、1982年。
- 『ちょっとだけ社会面に窓をあけませんか 読売新聞大阪社会部の研究』潮出版社、1983年。改題『新聞記者の詩』潮文庫。
- 『疵 花形敬とその時代』文藝春秋、1983年。のち文春文庫、ちくま文庫。
- 『新・ニューヨークの日本人』潮出版社、1983年。のち講談社文庫。
- 『不当逮捕』講談社、1983年。のち講談社文庫、岩波現代文庫。
- 『ロサンゼルスの日本人』学習研究社、1986年。
- 『警察（サツ）回り』新潮社、1986年。のち新潮文庫、ちくま文庫。
- 『いまの世の中どうなってるの』文藝春秋、1987年。
- 『「戦後」美空ひばりとその時代』講談社、1987年。のち講談社文庫。
- 『私たちのオモニ』新潮社、1992年。
- 『評伝今西錦司』山と渓谷社、1992年。のち講談社文庫、岩波現代文庫。
- 『時代を視る眼』講談社、1993年。
- 『本田靖春集』旬報社 全5巻 2001-2002年。
  - 1 誘拐　村が消えた
  - 2 私戦　私のなかの朝鮮人
  - 3 戦後－美空ひばりとその時代　疵－花形敬とその時代
  - 4 K2に憑かれた男たち　栄光の叛逆者
  - 5 不当逮捕　警察回り
- 『我、拗ね者として生涯を閉ず』講談社、2005。のち講談社文庫（上・下）。
- 『戦後の巨星 二十四の物語』講談社、2006年。- 対談集。
- 『複眼で見よ』河出書房新社、2011年。河出文庫、2019年。- 傑作選。

### 評伝
- 武田浩和編集『文藝別冊 総特集 本田靖春 「戦後」を追い続けたジャーナリスト』河出書房新社<KAWADE夢ムック>、2010年7月。
- 後藤正治『拗ね者たらん 本田靖春 人と作品』講談社、2018年11月。のち講談社文庫。